# Initial D: Arcade Stage 6 AA
Initial D: Arcade Stage 6 AA (頭文字Ｄ アーケードステージ 6 ダブルエース?) es un videojuego de carreras arcade desarrollado por Sega AM1 y publicado por Sega. Es la secuela de Initial D: Arcade Stage 5 y la sexta entrega de la serie Initial D: Arcade Stage.

## Modos
Leyenda del más rápido en la vía pública
A diferencia de los anteriores, hay un elemento similar al modo historia que era un escenario especial. Además, también hay una etapa que adoptó "Rolling Start" por primera vez en la serie. Los modos que se encuentran en Road Fastest Legend se describen a continuación.
"Original"
Un modo que representa una batalla con el Proyecto D.
"Otro"
Shinigami GT-R modo de batalla. Hay partidos de vuelta con rivales que no aparecieron en "Original" y rivales que lucharon allí.

El rival legendario más rápido en la vía pública aparece al azar y batallas. Puedes elegir el curso, la hora y el clima. A veces, un rival entra en "modo despertar" y este rival es más rápido de lo normal. Incluso con el mismo personaje, el modelo del vehículo puede ser diferente (Takumi Fujiwara en el Impreza, Bunta Fujiwara en el Hachiroku, etc.).
Batalla de parejas (para dos jugadores)
Un nuevo modo en el que dos personas compiten entre sí dividiéndose arriba y abajo del paso de la montaña (en el sentido de las agujas del reloj y en el sentido contrario a las agujas del reloj en el curso circular, y en sentido inverso en lugar de cuesta arriba en Irohazaka). Gana puntos adquiriendo etiquetas que han caído en el recorrido. Hay una etiqueta de "1 punto" en el recorrido interior y "2 puntos" en el recorrido exterior, que se proporciona en la horquilla. Incluso si llegas primero a la meta, si tienes menos puntos, pierdes.
Son posibles las batallas en la tienda o las batallas a nivel nacional, y si un oponente no aparece en ninguna de las dos, lucharás con el rival original hasta que aparezca.
Independientemente del formato de la batalla, si ganas la primera partida, puedes tener otra batalla de parejas gratis. Incluso si pierde, es posible que solo uno de ellos no termine el juego.
Tiempo de ataque
Competencia nacional
Si tu oponente o tú mismo es un jugador extranjero, se mostrará en "World Battle" antes del comienzo.
Batalla en la tienda (para 2 jugadores)
evento corredor
Las especificaciones son las mismas que el trabajo anterior. El primer evento "Opening Challenge Usui", que estaba programado para realizarse del 19 de marzo de 2011 al 21 de marzo de 2011, fue cancelado debido a los efectos del Gran Terremoto del Este de Japón que ocurrió el 11 de marzo de 2011 fue cancelado, y luego pospuesto en la forma de celebrarse nuevamente del 7 de abril de 2011 al 10 de abril de 2011.

## Cambios desde 5
Nivel de corredor
Hasta ahora, se ha representado como una clase de corredor SS-D3, pero esta vez se expresará como un nivel de corredor 1-99. Además, hasta el "5", la actuación de la leyenda de la vía pública más rápida no se reflejó en la clase corredor, pero a partir de este momento se refleja.
Comportamiento
- La velocidad máxima es la más rápida en comparación con el trabajo anterior. El lago Akina cuenta con velocidades de más de 230 km/h y Usui/Tsukuba de más de 200 km/h. En el trabajo anterior, la velocidad en las curvas era lenta y se requería frenar incluso en las curvas que podían despejarse con el acelerador apagado, pero la velocidad en las curvas estaba cerca de 4 y antes. Como resultado, la dificultad de pasar por las esquinas ha aumentado.
- El elemento del consumo de neumáticos que estaba en el trabajo anterior también está presente en este trabajo, y en el contrarreloj, el derrape es una forma rápida de atravesar las curvas, pero en las competiciones, el consumo es rápido y si corres como un contrarreloj, será el final del juego, estará separado por la recta, etc.
- La penalización por contacto con la pared es mayor que en el trabajo anterior y la cantidad de desaceleración es más realista. Hay muchas escenas en las que un solo error con un golpe en la pared puede ser fatal (en el modo "LEYENDA", que es la leyenda más rápida en la vía pública, incluso si te alejas mucho, si el oponente te alcanza con el contacto con la pared , no será fácil retirarse).

Durante la carrera
- A partir de este trabajo, el límite superior del tiempo restante que se muestra se ha cambiado de 99 segundos a 150 segundos, y la versión arcade mostrará 3 dígitos por primera vez. Después de 150 segundos, no se moverá hasta que el tiempo restante llegue a 149 segundos, pero se aplica durante 151 segundos o más.
- También viene con una "lámpara de deriva" que se enciende cuando pisa el freno y la esquina. Los derrapes más largos se iluminarán en naranja y aumentarán la cantidad de puntos de bonificación de derrape posteriores a la carrera.

Acerca de las licencias
- 5 Los datos solo se pueden transferir desde la licencia de conducir.
- La transferencia es solo una vez cada 5 licencias.
- La licencia de conducir original se puede usar con el D5 inicial incluso después de la transferencia.
- La licencia 6 AA para esta prueba de ubicación también se puede utilizar para la versión del producto.
- Dado que el sistema de este trabajo se ha rediseñado por completo, hay muy pocos elementos que se pueden asumir como se muestra a continuación, pero también hay beneficios de traspaso.
- Datos heredados de 5
  - Clase de corredor → Convertido a nivel de corredor (las clases B1-D3 se convierten al nivel 5, las clases SS-A3 se convierten al nivel 10 y se heredan)
  - Mis partes de personaje (equipadas)
  - Vehículo garaje (para 3 coches)

- Transferir beneficios
  - Mi marco limitado
  - Carrera BGM "QUEMAR DENTRO"
  - 200,0 km de kilometraje

- Los siguientes datos no serán transferidos
  - Nombre del conductor
  - Mi marco
  - Afinación
  - Piezas de montaje
  - área de origen
  - Puntos del conductor
  - Varios resultados (ganado/derrota, tiempo)
  - Punto de orgullo
  - Parts Stocker (contenido inicial solo para miembros de D.NET)
  - My Character Closet (contenido inicial solo para miembros de D.NET)
  - Equipo Hashiriya (Contenido inicial solo para miembros de D.NET)

## Cursos adicionales
- "Usui (Intermedio)" apareció en un nuevo diseño.
- Este es el curso decisivo final basado en la "Línea Tsubaki (Super Avanzada)" original, y es un curso difícil con horquillas cerradas, esquinas continuas y una franja central.
- Primera aparición en la actualización de "Sadamine (Advanced)" versión 1.2+D. En el original, el equipo de Nobuhiko Akiyama y el Project D lucharon, y el curso donde apareció el falso Project D.

## Curso de avivamiento
- "Akina Yuki (Super Advanced)" revivió con la actualización 1.1+B. A diferencia de Ver.3, la zona horaria se ha cambiado de noche a día. Es más resbaladizo que el Akina normal, y es difícil atravesar la esquina roja sin golpear la pared. Sin embargo, el bono de deriva también es bastante fácil de acumular.

## Actualizaciones
- "Versión 1.1"

Hubo un error en el que no se mostraba la cara del personaje, y esto se ha solucionado.
- "Versión 1.1+A"

A partir de esta versión se puede utilizar el FT-86 si se cumplen ciertas condiciones.
- "Versión 1.1+B"

A partir de esta versión, "Akina Yuki" estuvo disponible. Esto se puede seleccionar sin ninguna condición.
- "Versión 1.1+C"

A partir de esta versión se puede utilizar el GT-R (R35) si se cumplen ciertas condiciones.
- "Versión 1.2+C"

Se ajustó el impulso y se agregaron partes de personajes.
- "Versión 1.2+D"

"Seiho" aparece en esta versión.
- "Versión 1.2+E"

A partir de esta versión se puede utilizar el Prius S "selección TOURING" (ZVW30) si se cumplen ciertas condiciones.

## Desarrollo
Inicio de operaciones el 3 de marzo de 2011. AA se lee como Double Ace. El tablero utilizado se cambió a RingEdge, y también se instaló una nueva función de coincidencia de etiquetas. El 27 de agosto de 2010, se anunció una prueba de ubicación en el sitio web oficial de Initial D: Arcade Stage 5. Inicialmente, los modelos adicionales son Honda NSX, Nissan Fairlady Z Z33, Mitsubishi Lancer Evolution X. Además, el Toyota FT-86 G Sports Concept se agregó a partir del 16 de mayo y el Nissan GT-R se agregó el 10 de agosto. Además, el 9 de agosto de 2012, se agregó el Prius S "TOURING selection" (ZVW30). Estos tres vehículos son "vehículos ocultos", por lo que pueden usarse si se cumplen ciertas condiciones. Consulte el sitio oficial para conocer las condiciones. "Usui" y "Línea Tsubaki" se agregaron al nuevo curso. Y a partir del 20 de junio, "Akina Yuki" que apareció en Arcade Stage Ver. 3 está de vuelta. Además, "Sadamine" aparecerá a partir del 15 de diciembre. El servicio en línea finalizó a las 18:00 horas del 30 de agosto de 2013.